# Lübecker Rotspon
Lübecker Rotspon (uitgesproken "Rootspon") is een Franse rode wijnsoort. In principe is de Rotspon uit Lübeck niet anders dan de andere Rotspon maar ze is vermaard en wordt daarom apart genoemd in de wijnliteratuur.
In de middeleeuwen werd rode wijn uit Bordeaux in vaten verhandeld. De wijn die door de handelaren uit de Hanzesteden werd opgekocht werd in eiken vaten met een inhoud van 255 liter naar het Noord- en Oostzeegebied vervoerd. Daarvoor gebruikte men het koggeschip.
De wijn kreeg tijdens de tocht, onder invloed van de schommeling en de zeelucht, een milde en rijpe smaak. Na aankomst werd de wijn opnieuw gebotteld. Daarvoor werden vaten van Noord-Europees eikenhout gebruikt. De wijn was in Bordeaux per druivenras gekocht. Dat hield in dat men vaten met wijn van de Merlot, de Grenache noir, de Carignan en de Syrah apart inkocht. Het was de kunst van de keldermeester om een wijn te maken die aan een constante kwaliteit voldeed. Wanneer een van de druiven in dat jaar geen goede wijn had opgebracht, werd dat goedgemaakt door een groter aandeel van een andere druivensoort.
De met een kurk en lak afgesloten flessen "Rotspon", een "Spon" is Duits voor vat, werden door de Hanze in heel Noord-Europa verkocht. Men verklaart de naam ook als "rode spanen" omdat de spanen van het vat rood werden en "span" in het Noord-Duits als "Spon" wordt uitgesproken. Men bottelde in lage flessen zonder ziel, met een brede voet die niet snel omvielen. Het zeeklimaat in Lübeck begunstigde de rijping van de in die stad gelagerde wijnen.
In de 17e en 18e eeuw werd de Rotspon, met name de Lübecker Rotspon aan het hof van de Tsaar, aan de Pruisische koningen, aan het hof in Stockholm en aan kastelen en herenhuizen in heel Noord-Europa geleverd. In de 19e eeuw namen de wijnhandelaren in Frankrijk de verkoop van gebottelde wijn op zich en raakte de Rotspon enigszins in vergetelheid.
De Rotspon wordt ook nu nog op de traditionele wijze verscheept en gebotteld. Een bekende wijnhandelaar is de firma Carl Tesdorpf die al sinds 1678 Rotspon verkoopt. Ook de firma Weinhandel Von Melle bottelt sinds 1853 Rotspon.
De Lübecker Rotspon heeft haar naam ook aan een renpaard en een roos gegeven. De floribunda Lübecker Rotspon is een grootbloemige bordeauxrode roos met theehybride-achtige bloemen en opvallend groot donker bronsgroen blad.